# Bendoni, Koratagere
Bendoni là một làng thuộc tehsil Koratagere, huyện Tumkur, bang Karnataka, Ấn Độ.